# Bill Slavicsek
Bill Slavicsek (New York, 6 ottobre 1971) è un autore di giochi statunitense.

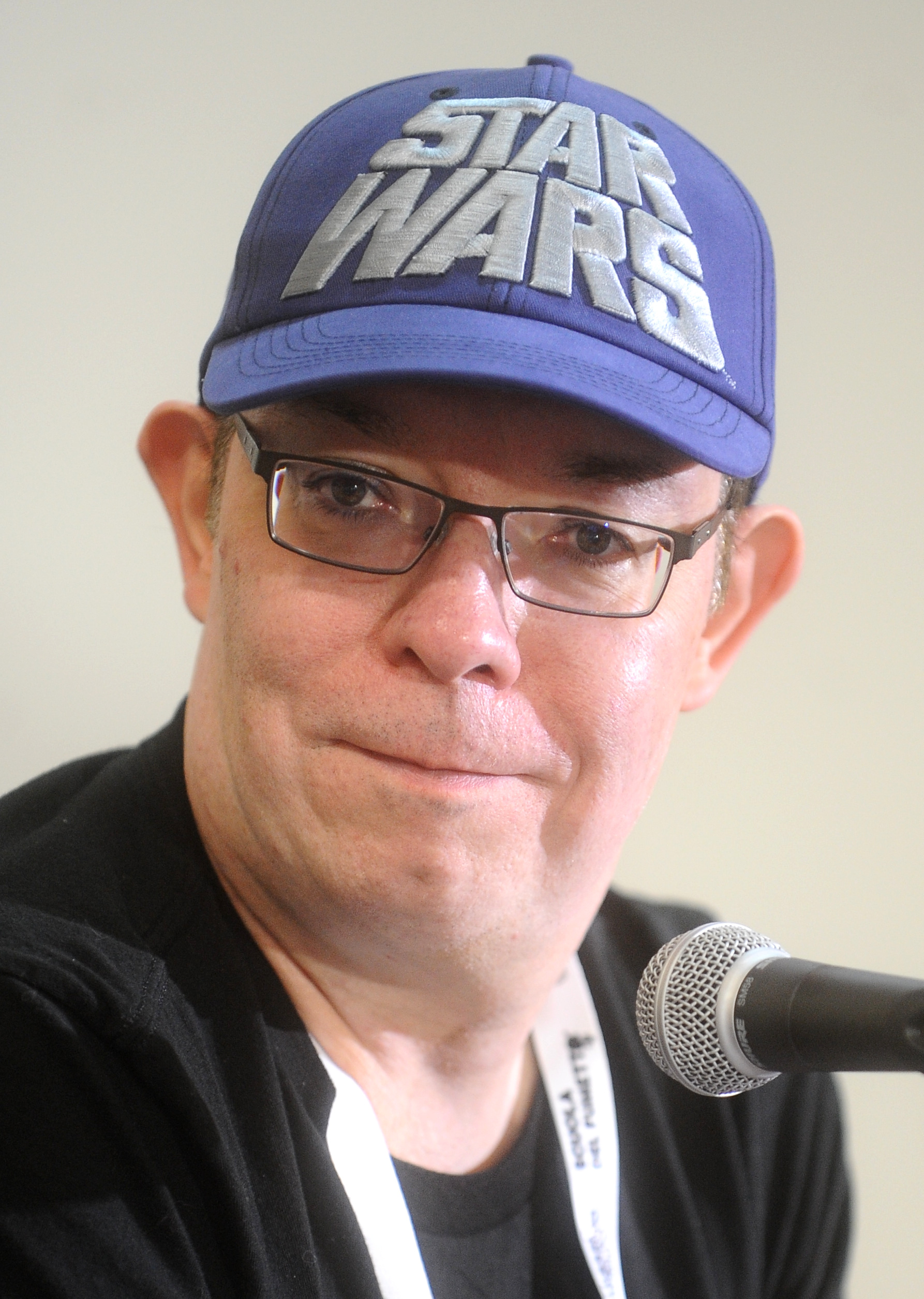
Bill Slavicsek

È stato direttore del settore progetto di giochi di ruolo alla Wizards of the Coast. In precedenza ha lavorato anche alla West End Games e alla TSR, lavorando allo sviluppo di prodotti per il gioco di ruolo fantasy Dungeons & Dragons, Guerre stellari - Il gioco di ruolo, Star Wars - Il gioco di ruolo, Alternity, Torg, Paranoia e Ghostbusters.

## Biografia
Bill Slavicsek è nato e cresciuto a New York City. Fin da ragazzo fu appassionato di fumetti, storie di fantascienza e dell'orrore: "alcuni dei miei primi ricordi riguarndo il leggere numeri di Marvel Comics, disegnare i miei propri fumetti e guardare vecchi film dell'orrore e di fantascienza alla tv". Interessato ai giochi fin da giovane, venne introdotto ai giochi di ruolo nel 1977 quando scoprì Dungeons & Dragons.
Intenzionato originariamente a diventare un autore di fumetti, Slavicsek cambiò i suoi obiettivi in giornalismo e comunicazione alla St. John's University.
Dopo un anno di lavoro in un giornale per la comunità, Slavicsek venne assunto come curatore editoriale alla West End Games nel 1986. Nel 1987 la compagnia si assicurò i diritti per la pubblicazione di un gioco di ruolo basato su Star Wars, un progetto che Slavicsek supervisionò come curatore e sviluppatore. Nel 1988 venne promosso a Direttore editoriale e creativo per la West End Games. Insieme a Greg Gorde fu l'autore del gioco di ruolo Torg,, pubblicato nel 1990 e del romanzo Stormknights, ambientato nell'universo di Torg.
Nel 1991, Slavicsek iniziò a lavorare come free lance e nel 1993 venne assunto come progettista/curatore editoriale alla TSR in 1993. Alla TSR progettò il gioco Alternity con Rich Baker, così come la versione rivista del Dark Sun Campaign Setting e di The Nightmare Lands per l'ambientazione Ravenloft. «Alcuni dei miei migliori lavori personali includono le due avventure che ho scritto per Planescape — The Deva Spark e Harbinger House... Planescape ha portato fuori il meglio dalle persone che vi hanno lavorato. Sono molto orgoglioso del sistema di gioco di Alternity. Ho lavorato con una grande squadra che ha compreso il mio coautore Rich Baker, il curatore Kim Mohan, David Eckelberry, Jim Butler e i grandi contributi visuali di rk post.» Per la maggior parte degli anni novanta ha lavorato simultaneamente come curatore editoriale e progettista per la Weste End Games e la TSR su vari progetti. Ha scritto la seconda edizione A Guide to the Star Wars Universe, una fonte autoritaria sui film, libri e giochi ambientati in Guerre stellari, pubblicata dalla Del Rey nel 1994 e curato anche la terza edizione pubblicata nel 2000.
Per la fine del 1997 Slavicsek era il direttore del gruppo di prodotti della TSR per la Wizards of the Coast, l'incarico venne successivamente diviso e divenne direttore del progetto dei giochi di ruolo. Slavicsek annunciò la sua separazione dalla Wizards of the Coast il 23 giugno 2011.
Slavicsek è diventato uno scrittore e progettista di contenuti alla Zenimax Online Studios, che sviluppa l'MMORPG The Elder Scrolls Online.

## Opere

### Giochi
Slavicsek è autore delle pubblicazioni elencate di seguito.
Per Ghostbusters
- con John M. Ford (1987). Scared Stiffs. West End Games.
- con Paul Balsamo (1989). ApoKERMIS Now!. West End Games. ISBN 0-87431-201-9

Per Guerre stellari - Il gioco di ruolo
- con Daniel Greenberg (1988). Tatooine Manhunt. West End Games.
- Bill Slavicsek (1989). Otherspace. West End Games. ISBN 0-87431-124-1
- con Paul Murphy (1990). Black Ice. West End Games. ISBN 0-87431-107-1
- con Curtis Smith (1987). Star Wars Sourcebook. West End Games. ISBN 0-87431-066-0
- (1991). Graveyard of Alderaan. West End Games. ISBN 0-87431-116-0
- (1992). Dark Force Rising Sourcebook. West End Games. ISBN 0-87431-182-9
- (1992). Heir to the Empire Sourcebook. West End Games. ISBN 0-87431-179-9
- (1992). Heir to the Empire Sourcebook. West End Games. ISBN 0-87431-186-1
- (1993). Dark Force Rising Sourcebook. West End Games. ISBN 0-87431-193-4
- (1993). Death Star Technical Companion. West End Games. ISBN 0-87431-120-9
- con Curtis Smith (1994). Star Wars Sourcebook. West End Games. ISBN 0-87431-211-6
- con Jim Bambra (1996). Star Wars Classic Adventures Volume Two. West End Games. ISBN 0-87431-269-8
- con Eric S. Trautmann (1996). The Thrawn Trilogy Sourcebook. West End Games.

Per Torg:
- con Greg Farshtey, Greg Gorden e Paul Murphy (1990). Aysle. West End Games. ISBN 0-87431-306-6
- con Greg Gorden, Douglas Kaufman (1990). Torg Starter Set. West End Games. ISBN 0-87431-300-7
- con Greg Gorden, Douglas Kaufman (1990). Torg Drama Deck. West End Games.
- con Jim Bambra (1991). The GodNet. West End Games. ISBN 0-87431-315-5
- (1992). Ravagons. West End Games. ISBN 0-87341-339-3

Per Advanced Dungeons & Dragons 2ª edizione:
- (1992). RQ1: Night of the Walking Dead. TSR. ISBN 1-56076-350-7
- (1992). DSR1: Slave Tribes. TSR.
- (1992). DSQ2: Arcane Shadows. TSR.
- (1993). DSS3: Elves of Athas. TSR.
- (1993). PHBR10: The Complete Book of Humanoids. TSR. ISBN 1-56076-611-5
- con J.M. Salsbury (1994). The Deva Spark. TSR.
- (1994). Council of Wyrms. TSR. ISBN 1-56076-857-6
- con Keith Parkinson (1994). Deck of Psionic Powers. TSR.
- (1995). Beyond the Prism Pentad. TSR. ISBN 0-7869-0308-2
- (1995). Player's Secrets of Medoere. TSR.
- (1995). Harbinger House. TSR.
- con Shane Lacy Hensley (1995). The Nightmare Lands. TSR. ISBN 0-7869-0174-8
- (1996). Doors to the Unknown. TSR.
- (1999). Campaign Option: Council of Wyrms Setting. TSR. ISBN 0-7869-1383-5

Per Alternity:
- con Richard Baker (1997). Alternity Player's Handbook Fast-Play Rules. TSR.
- con Richard Baker (1997). Alternity Player's Handbook Limited Preview Edition. TSR.
- con Richard Baker (1998). Alien Compendium: Creatures of the Verge. TSR. ISBN 0-7869-0778-9
- (1998). The Future's Edge. TSR.
- con Richard Baker (1998). Gamemaster Guide: Fast-Play Rules. TSR.
- con Richard Baker(1998). Gamemaster Guide. TSR. ISBN 0-7869-0729-0
- con Richard Baker (1998). Alternity Player's Handbook. TSR. ISBN 0-7869-0728-2
- con William W. Connors e Sean K. Reynolds (1999). Alternity Science Fiction Adventure Game. TSR. ISBN 0-7869-1510-2
- (1999). Threats from Beyond. Wizards of the Coast. ISBN 0-7869-1218-9
- con Shawn F. Carnes e David Eckelberry (2000). Alternity Adventure Game: StarCraft Edition. Wizards of the Coast. ISBN 0-7869-1618-4

Per D&D / Fast Play 2:
- (1999). Dungeons & Dragons Adventure Game. TSR. ISBN 0-7869-1450-5
- con Jeff Grubb (1999). Dungeons & Dragons Fast-Play Game: Diablo II Edition. Wizards of the Coast.
- con Jeff Grubb (2000). Dungeons & Dragons Adventure Game: Diablo II Edition. Wizards of the Coast. ISBN 0-7869-1548-X

per D&D Adventure System:
- con Michael Mearls (2010). Castle Ravenloft Board Game. Wizards of the Coast. ISBN 978-0-7869-5557-2
- con Peter Lee Michael Mearls (2011). Wrath of Ashardalon Board Game. Wizards of the Coast. ISBN 978-0-7869-5570-1

Per Dungeons & Dragons 3.5:
- con Keith Baker e James Wyatt (2004). Eberron Campaign Setting. Wizards of the Coast. ISBN 0-7869-3274-0
- con Matthew Sernett e Jonathan Tweet (2004). Dungeons & Dragons Basic Game. Wizards of the Coast. ISBN 0-7869-3409-3
- con David Noonan e Christopher Perkins (2005). Five Nations. Wizards of the Coast. ISBN 0-7869-3690-8
- con Richard Baker (2005). Dungeons & Dragons for Dummies. John Wiley & Sons.
- con Matthew Sernett e Jonathan Tweet (2006). Dungeons & Dragons Basic Game Refresh. Wizards of the Coast. ISBN 0-7869-3944-3

Per d20 Modern:
- con Jeff Grubb, Rich Redman e Charles Ryan (2002). d20 Modern System Reference Document (SRD). Wizards of the Coast.
- con Jeff Grubb, Rich Redman, Charles Ryan (2002). d20 Modern Roleplaying Game. Wizards of the Coast. ISBN 0-7869-2836-0
- con Eric Cagle, Jeff Grubb, David Noonan e Stan! (2003). d20 Modern System Reference Document: Arcana (SRD). Wizards of the Coast.
- con Eric Cagle, Jeff Grubb, David Noonan e Stan! (2003). Urban Arcana Campaign Setting. Wizards of the Coast. ISBN 0-7869-2659-7

Per Dungeons & Dragons 4:
- con Richard Baker (2008). Dungeons and Dragons 4th Edition For Dummies. John Wiley & Sons.
- con Dave Noonan (2009). Dungeon Delve. Wizards of the Coast. ISBN 978-0-7869-5139-0
- con Michael Mearls e David Noonan (2009). Revenge of the Giants. Wizards of the Coast. ISBN 978-0-7869-5205-2
- con Michael Mearls e James Wyatt (2010). Dungeons & Dragons Fantasy Roleplaying Game Starter Set. Wizards of the Coast. ISBN 978-0-7869-5629-6
- con Michael Mearls e Rodney Thompson (2010). Heroes of the Fallen Lands. Wizards of the Coast. ISBN 978-0-7869-5620-3
- con Michael Mearls e Rodney Thompson (2010). Heroes of the Forgotten Kingdoms. Wizards of the Coast. ISBN 978-0-7869-5619-7

Per Star Wars - Il gioco di ruolo:
- con Andy Collins e JD Wiker (2002). Star Wars Revised Core Rulebook. Wizards of the Coast. ISBN 0-7869-2876-X
- con Andy Collins e JD Wiker (2007). Star Wars Roleplaying Game Saga Edition Core Rulebook. Wizards of the Coast.
- (2000). Invasion of Theed Adventure Game. Wizards of the Coast.
- con Andy Collins e JD Wiker (2000). Star Wars Core Rulebook. Wizards of the Coast. ISBN 0-7869-1793-8
- con JD Wiker (2001). The Dark Side Sourcebook. Wizards of the Coast.
- con Steve Miller e Owen K.C. Stephens (2001). Rebellion Era Sourcebook. Wizards of the Coast.

### Romanzi
- con C.J. Tramontana. Storm Kinghs (1990)
- The Mark of Nerath (2010)